# 65694 Францросенцвейґ
65694 Францросенцвейґ (65694 Franzrosenzweig) — астероїд головного поясу, відкритий 10 вересня 1991 року.
Тіссеранів параметр щодо Юпітера — 3,561.